# Aichi Kokuki
Aichi Kokuki KK (japanski 愛知航空機, Aichi Kōkūki) je bio japanski proizvođač zrakoplova koji je proizveo nekoliko tipova zrakoplova za Japansku carsku mornaricu.

## Povijest
Tvrtka je osnovana 1898. godine u Nagoyi pod nazivom Aichi Tokei Denki Seizo Co.Ltd 
Proizvodnja zrakoplova je započela 1920. godine i oslanjala se na suradnju s njemačkim proizvođačem zrakoplova, tvrtkom Heinkel. 1943. godine zrakoplovni odjel tvrtke je postao Aichi Kokuki Co.Ltd. 
Nakon rata tvrtka je rasformirana. Njezin trenutni slijednik, Aichi Machine Industry Co., Ltd. proizvodi automobilske dijelove za i laka teretna vozila za automobilsku tvrtku Nissan.